# Orgue de La Roche-sur-Foron
L'église de La Roche-sur-Foron (Haute-Savoie) abrite un orgue précieux de facture "lombardo-piémontaise", construit par le facteur Gio. Franzetti e Figli d'Intra en 1861. 
Intra-Verbania est une ville italienne situé au bord du Lac Majeur (rive ouest italienne). Intra est donc située dans le Piémont. Lors de la restauration de l'église de La Roche sur Foron,  en 1975, l'orgue de facture italienne faillit bien disparaître. Le facteur d'orgues français Michel Giroud, après le classement de la partie instrumentale de l'orgue en 1984, se mit à la tâche de restaurer cet orgue remarquable, ce qui fut fait en 1993 (inauguration en octobre 1993 par l'organiste Pierre Perdigon).
L'orgue compte 16 jeux sur un clavier. La traction est mécanique suspendue. Le pédalier en tirasse est à l'italienne et comprend 17 notes, alors que le clavier en compte 61, clavier coupé  en basses et dessus entre le si 2 et le do 3, permettant de jouer sur des jeux differents en dessus et dessous.

## Composition
- Principale (Montre) 8',
- Ottava (Octave, Prestant) 4',
- Quintadecima (15e) 2',
- Decima Nona (19e) 1 1/3',
- Vigesima Seconda (22e) 1',
- Vigesima 6 E 9 (26e et 29e) 2/3' + 1/2',
- Trigesima 3 E 6 (33e et 36e) 1/3' + 1/4'.

Cet ensemble forme le Ripieno italien ou Plein-Jeu italien caractérisé par ses aigus. 
- Fluta (Dessus de Flûte) 8',
- Ottavino (Octavin) 2',  . Fagotti (Basse de Trompette) 8',
- Trombe Soprani (Dessus de Trompette) 8',
- Viola (Viole) 4', Cornetta (Cornet 3r) 2 2/3' + 2' + 1 3/5',
- Flauto in 8 (Flûte à l'Octave) 4', Voce Humana (Voix Celeste, do2-do6) 8',
- Campanelli (Clochettes ou Carillon) 37 timbres en bronze de do3 à do6, Timballi (Timbale) 8' + 8' (= 2 tuyaux dont un est accordé à 1/2 ton d'intervalle pour créer un effet de roulement),
- Contrabassi (Contrebasse) 16' + 8' (soit un Bourdon de 16' et une Flûte de 8').

Le Sommier est à ressorts. Appel au pied de: Ottavino, Fagotti et Tromba soprani. Pédales d'appel/retrait pour le Tira Tutti et les combinaisons de registres. Tempérament égal. La à 450 Hz. Buffet redessiné par Michel Giroud, facteur.
Association : "les Amis de l'Orgue Historique Franzetti"
44 rue de l'hôpital
74800 La Roche sur Foron